# Simglasögon

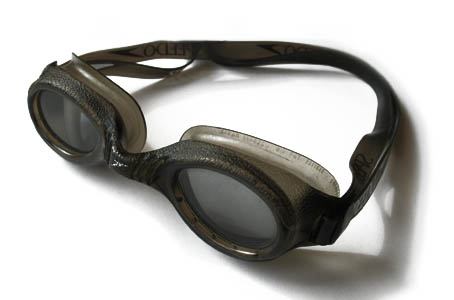
Ett par simglasögon.

Simglasögon är ett hjälpmedel för bland annat tävlingssimmare. De skyddar ögonen vid simning eller dykning under vattenytan och skyddar även mot klor i klorerat vatten i simbassäng.

## Historik

### Tidiga exempel
Simglasögon med "linser" tillverkade av slipade sköldpaddsskal användes av persiska pärldykare redan på 1300-talet. Glasögonen var sannolikt importerade från medelhavsområdet, eftersom 1500-talsbilder visar venetianska koralldykare som också använder sig av dylika glasögon. Rapporter om detta specifika användande försvann efter 1500-talet, möjligen eftersom det kommersiella dykandet under kommande sekler mestadels gjordes av indianska eller afrikanska slavar (dessa använde sig inte av simglasögon).

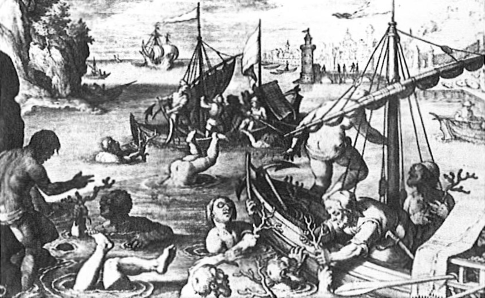
Marin illustration från Republiken Venedig, som bland annat visar pärldykare från 1500-talet med primitiva skyddsglasögon.

Det mer moderna bruket av simglasögon tros ha uppfunnits i Polynesien, där man monterade glaslinser på träramar. Dessa ramar av bambu eller annat trä var från början utan glas, men genom att de fångade in en luftbubbla framför ögonen underlättade de ändå dykarens syn under vattnet.

### Tidigt 1900-tal
Det första patentet för simglasögon godkändes 1916, utfärdat för en C.P. Troppman. Uppfinnaren påstod att de kunde användas för undervattenssimning, men inget belägg finns för att Troppmans uppfinning nyttjades i det syftet.
Thomas Burgess blev 1911 den andre som genomförde en simning över Engelska kanalen. Burgess, som var tävlingssimmare, använde sig av bröstsim under hela översimningen och nyttjade motorcykelglasögon för att skydda ögonen mot saltvattenstänk och vågor.
Gertrude Ederle gjorde 15 år senare ett framgångsförsök att som första kvinna (och den förste som använde frisim under hela simturen) simma över Engelska kanalen och bar vid försöket även hon motorcykelglasögon som skydd; Gertrudes syster Margaret förbättrade konstruktionen genom att göra glasögonen vattentäta genom att täta med paraffin.
1936 utfärdades det första patentet för simglasögon specifikt avsedda som ögonskydd under vattenytan. Patentet tillerkändes en Walter Farrell; uppfinningen blev dock inte framgångsrik och när tidningen Popular Science fyra år senare illustrerade begreppet simglasögon användes den gamla polyneiska modellen i trä.
Under 1940- och 1950-talet användes simglasögon (i vissa fall) vid simning i öppet vatten. Dessa glasögon hade dubbla linser och tätningar av gummi.

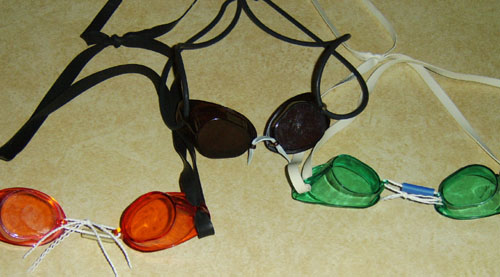
Tre par av moderna simglasögon av den vanliga tävlingsvarianten, på tyska benämnda "Schwedenbrillen" och på engelska "Swedish style goggles".

### Modernt bruk (från 1960-talet)
Simglasögon kom i mer allmänt bruk först under 1960-talet. 1968 skedde den första större annonseringen av simglasögon, i början dock endast i en storlek och av en konstruktion som inte alltid satt kvar på rätt ställe.
Fram till 1970 var simglasögon endast tillåtna för användning av tävlingssimmare under träning. Detta år blev David Wilkie den förste tävlingssimmare som nyttjade dem på tävling.
Sedan i mitten av 1980-talet är det allmänt spritt att använda simglasögon även i tävlingssammanhang. För tävlingssimmare är det av yttersta vikt att simglasögonen sitter tätt mot ansiktet. "Vatten i glasögonen" är bland det värsta simmare kan råka ut för.
Simglasögon kan vara färgade och/eller ha en metallicyta. Simglasögon av bättre kvalité är ofta utrustade med en så kallad "imfri" yta på insidan och det finns även de som har korrektionsglas. 

## Användning
Simglasögon skyddar ögonen mot vatten och ämnen i vattnet. Det kan vara saltet i saltvatten eller klor i simbassängernas vatten. Innan introduktionen av simglasögon begränsades mängden träning för en tävlingssimmare av ögonens utsatthet mot saltvatten eller klor.

### Skillnad mot dykmask
Simglasögon är inte detsamma som dykmask/cyklop och bör inte användas i dyksammanhang. När vattentrycket ökar på större djup komprimeras luften i alla luftfickor – till exempel luftfickan innanför simglasögon – för att matcha det omgivande trycket. Ny luft behöver tillföras för att motverka tryckskillnaden, och detta kan i ett cyklop göras genom att luft blåses ut genom näsan, in i masken.
Eftersom simglasögonen inte täcker näsan går det inte att utföra tryckutjämning i denna luftficka. Det blir därför obehagligt att dyka med simglasögon redan på någon meters djup och rent skadligt om man går ner djupt. Att ytsnorkla med simglasögon går däremot utmärkt om de är av god optisk kvalitet.